# Ů
Cette page contient des caractères spéciaux ou non latins. S’ils s’affichent mal (▯, ?, etc.), consultez la page d’aide Unicode.
Ů (minuscule : ů), ou U rond en chef, est un graphème utilisé dans l’alphabet tchèque et en silésien. Il a aussi été utilisé dans l’écriture du lituanien au XIXe siècle. Il s'agit de la lettre U diacritée d'un rond en chef.

## Utilisation
En tchèque, ‹ ů › sert à noter le son /uː/. On ne le trouve jamais en début de mot. Ce son est issu d’un /o/ long qui a évolué en une diphtongue uo. Le o était parfois écrit sous la forme d’un rond au-dessus du u. Le son est ensuite devenu un /u/ long, mais le graphème ‹ ů › est resté. C’est pour cette raison que ů alterne souvent avec o et que des mots qui contiennent un ů ont souvent un équivalent avec o dans d’autres langues slaves (par exemple dům, « maison », devient domu au génitif, et se dit dom en polonais). En slovaque, la diphtongue uo est restée et s’orthographie ‹ ô › (« cheval » se dit kůň en tchèque et kôň en slovaque).
La lettre ‹ ú › se prononce de la même manière que ‹ ů ›, mais ne se trouve qu’en début de mot (ou après un préfixe), comme dans úhel (« angle »). Dans les autres positions, ú a évolué en ou.
En silésien, la lettre ‹ ů › désigne l’intermédiaire sonore entre /o/ et /u/ correspondant à la prononciation originale de la lettre polonaise ‹ ó ›.
La norme de romanisation ISO 9 de 1995 utilise ‹ ů › pour translittérer la lettre cyrillique iou macron ‹ ю̄ ›, cependant la norme russe équivalente GOST 7.79 de 2000 utilise plutôt l’u macron accent circonflexe ‹ ū̂ ›.

## Représentations informatiques
Le U rond en chef peut être représenté avec les caractères Unicode suivants
- précomposé (latin étendu A)[1] :

| formes    | représentations | chaînes de caractères | points de code | descriptions                           |
| --------- | --------------- | --------------------- | -------------- | -------------------------------------- |
| majuscule | Ů               | Ů                     | U+016E         | lettre majuscule latine u rond en chef |
| minuscule | ů               | ů                     | U+016F         | lettre minuscule latine u rond en chef |

- décomposé (latin de base, diacritiques) :

| formes    | représentations | chaînes de caractères | points de code | descriptions                                       |
| --------- | --------------- | --------------------- | -------------- | -------------------------------------------------- |
| majuscule | Ů               | U◌̊                    | U+0055 U+030A  | lettre majuscule latine u diacritique rond en chef |
| minuscule | ů               | u◌̊                    | U+0075 U+030A  | lettre minuscule latine u diacritique rond en chef |